# 理查·尤爾
理查·斯托德特·尤爾（英語：Richard Stoddert Ewell，1817年2月8日—1872年1月25日）是南北戰爭期間的邦聯（南軍）中將，為石牆傑克森和李將軍的手下之一，但後於蓋茨堡之役與史波特斯凡尼亞郡府之役中失手，影響其聲譽。

## 生平

### 戰前
1817年2月8日 尤爾生於華盛頓特區的Georgetown。三歲起於威廉王子縣長大。1840年，他於西點軍校畢業後，前往墨西哥戰鬥。

### 戰時
1861年內戰之始，尤爾退出聯邦，加入維吉尼亞州的邦聯軍隊。他第一年就成了少校，因為懂得不少狡猾的戰術，而邦聯軍正好需要這一類將領。
第一次牛奔河之役中尤爾很少投入戰事。而在河谷會戰中，他的作戰方案因為有別於石牆傑克森的方案而與之爭執，但最後一切聽命於傑克森。
後，他亦參與了七天戰役，細德山之役和第二次牛奔河之役等等。一直以來他都因為英勇敢戰而聲名大增。1862年8月28日，尤爾於Groveton受重傷，其間成功向曾拒絕他的Lizinka Campbell Brown求婚。不久，石牆身亡，尤爾得晉升成為邦聯軍中的第二兵團的司令。
1863年，尤爾的部隊大破從雪倫多亞河谷侵入的北軍，成為第一批北上馬里蘭州及賓州的南軍。他奉李將軍的指示攻擊當地的一些北軍，但又猶豫不決，最後負傷逃離戰場。
此後，尤爾再不能於大型戰役中立戰功，相反，他多次被打敗，更於1865年4月6日向北軍投降。

### 戰後
獲釋後，尤爾到 田納西州的斯普林希爾 (Spring Hill)(他妻子的一個農場)度過餘生，死於1872年1月25日。

## 外部連結
- https://web.archive.org/web/20071008073538/http://southern-lady.com/ewell.html